# Martin Shulist
Martin Shulist (ur. 28 października 1915 r. w miejscowości Wilno w prowincji Ontario w Kanadzie, zm. 2 grudnia 2005 r. tamże) - działacz kaszubski w prowincji Ontario.
Jego grób jest w Wilnie w Ontario.